# Oscar Hernández (musicien)
Pour les articles homonymes, voir Oscar Hernández.
Oscar Hernández (né le 22 mars 1954 à Manhattan, New York) est un pianiste et producteur/arrangeur de musique (salsa principalement).
La famille d'Oscar Hernandez avait émigré de Porto Rico aux États-Unis dans les années 1940, dans le Sud du Bronx, ghetto fortement peuplée par des latinos à New York.
Il a fréquenté des clubs où jouaient Ray Barretto, Eddie Palmieri et Richie Ray.
Après la mort tragique d'un de ses frères d'une overdose de drogue, il quitte le ghetto.
En 1966, il a appris la trompette.
Deux ans après quelqu'un a donné à son frère un piano, et il a appris à en jouer.
Oscar Hernandez a commencé à jouer dans quelques groupes locaux, dont Joey Pastrana et La Conquistadora.
En 1972, il a joué avec Ismael Miranda puis avec Ray Barretto, qui l'initie à la musique des jazzmen Charlie Parker et Dizzy Gillespie.
Après six ans passés avec Barretto, il a rejoint le groupe de Ruben Blades.
Hernandez s'est inscrit à l'université de la ville de New York où il a obtenu une licence de musique. 
Hernandez a joué avec Tito Puente, Celia Cruz, Julio Iglesias, Juan Luis Guerra, Willie Colon, Oscar D'Leon...
Il a également produit des disques pour Ruben Blades, Willie Colon, Daniel Ponce, Rafaël Dejesus, Eddie Torres et Phil Hernandez.
Hernandez a fondé et dirigé le Spanish Harlem Orchestra après avoir rencontré Erin Levinson, un producteur de musique en contrat avec  Warner Bros.
Le groupe a reçu un Grammy en 2002 pour le "meilleur album de Salsa", un Billboard Award en 2003 pour "l'album de Salsa de l'année" et en 2005 un Grammy pour le "meilleur album de Salsa".

## Participations
- Africando "Balboa", "De Salsa de Gombo"
- Alfredo "Chocolate" Armenteros
- Roberto Torres et Alfredo "Chocolate" Armenteros
- Ray Barretto "Fuerza Gigante", "Rican/Struction"
- Ruben Blades "Agua de Luna" "Buscando America" "Caminando" "Escenas"
- Richie Cabo "Paisaje" -
- Carabali "Vol. 1 et 2" -
- Conjunto Libre
- Rafaël DeJesus
- Linda Eder
- Flex "Flex Y La Rumba"
- 4 Guys Named Jose
- Grupo Folklorico Experimental
- Juan Luis Guerra
- Illegales
- Earl Klugh
- Steve Kroon
- Latin Broadway
- Latin Jazz Highlights
- Ricardo Lemvo y Maquina Loca
- Ivan Lins
- Kirsty MacColl
- Ismael Miranda
- Luis "Perico" Ortiz
- Johnny Pacheco "Sima"
- Daniel Ponce "Chango Te"
- Domingo Quiñones
- Pete "El Conde" Rodriguez
- Tito Rodriguez
- Mongo Santamaria
- Seis Del Solar (groupe qui accompagne Ruben Blades)
- Paul Simon
- James Taylor
- The Bronx Horns
- Eddie Torres
- Dave Valentin
- Orlando "Watussi"

Il a composé le générique de Sex and the City, ainsi que de nombreuses musiques pour des spots publicitaires.